# Ausztrália az 1976. évi téli olimpiai játékokon
Ausztrália az ausztriai Innsbruckban megrendezett 1976. évi téli olimpiai játékok egyik részt vevő nemzete volt. Az országot az olimpián 3 sportágban 8 sportoló képviselte, akik érmet nem szereztek.

## Alpesisí
Férfi
| Versenyző    | Versenyszám      | 1. futam      | 1. futam      | 2. futam | 2. futam | Összesítés    | Összesítés    |
| Versenyző    | Versenyszám      | Idő           | Hely.         | Idő      | Hely.    | Idő           | Helyezés      |
| ------------ | ---------------- | ------------- | ------------- | -------- | -------- | ------------- | ------------- |
| Kim Clifford | Lesiklás         |               |               |          |          | 1:51,64       | 34.           |
| Kim Clifford | Óriás-műlesiklás | 1:56,66       | 53.           | 2:00,17  | kizárták | kizárták      | kizárták      |
| Kim Clifford | Műlesiklás       | nem ért célba | nem ért célba | kiesett  | kiesett  | kiesett       | kiesett       |
| David Griff  | Lesiklás         |               |               |          |          | 1:49,02       | 22.*          |
| David Griff  | Műlesiklás       | nem ért célba | nem ért célba | kiesett  | kiesett  | kiesett       | kiesett       |
| Rob McIntyre | Lesiklás         |               |               |          |          | nem ért célba | nem ért célba |

Női
| Versenyző    | Versenyszám      | 1. futam      | 1. futam      | 2. futam | 2. futam | Összesítés | Összesítés |
| Versenyző    | Versenyszám      | Idő           | Hely.         | Idő      | Hely.    | Idő        | Helyezés   |
| ------------ | ---------------- | ------------- | ------------- | -------- | -------- | ---------- | ---------- |
| Joanne Henke | Lesiklás         |               |               |          |          | 1:59,59    | 36.        |
| Joanne Henke | Óriás-műlesiklás |               |               |          |          | 1:45,40    | 40.        |
| Joanne Henke | Műlesiklás       | nem ért célba | nem ért célba | kiesett  | kiesett  | kiesett    | kiesett    |
| Sally Rodd   | Lesiklás         |               |               |          |          | 1:54,82    | 31.        |
| Sally Rodd   | Óriás-műlesiklás |               |               |          |          | 1:37,52    | 33.        |
| Sally Rodd   | Műlesiklás       | nem ért célba | nem ért célba | kiesett  | kiesett  | kiesett    | kiesett    |

* - egy másik versenyzővel azonos eredményt ért el

## Gyorskorcsolya
Férfi
| Versenyző    | Versenyszám | Eredmény | Helyezés |
| ------------ | ----------- | -------- | -------- |
| Colin Coates | 500 m       | 41,77    | 25.      |
| Colin Coates | 1000 m      | 1:21,72  | 11.      |
| Colin Coates | 1500 m      | 2:03,34  | 8.       |
| Colin Coates | 5000 m      | 7:41,96  | 10.      |
| Colin Coates | 10 000 m    | 15:16,80 | 6.       |

## Műkorcsolya
| Versenyző     | Versenyszám  | Kötelező elemek   | Kötelező elemek | Rövid program     | Rövid program | Kűr               | Kűr     | Összesítés                     | Összesítés                     | Összesítés                     | Összesítés                     | Összesítés                     | Összesítés                     | Összesítés                     | Összesítés                     | Összesítés                     | Összesítés        | Összesítés        | Összesítés  | Összesítés | Összesítés |
| Versenyző     | Versenyszám  | Kötelező elemek   | Kötelező elemek | Rövid program     | Rövid program | Kűr               | Kűr     | Helyezési pontszámok bírónként | Helyezési pontszámok bírónként | Helyezési pontszámok bírónként | Helyezési pontszámok bírónként | Helyezési pontszámok bírónként | Helyezési pontszámok bírónként | Helyezési pontszámok bírónként | Helyezési pontszámok bírónként | Helyezési pontszámok bírónként | Több. hely. száma | Több. hely. össz. | Hely. össz. | Pont       | Helyezés   |
| Versenyző     | Versenyszám  | Több. hely. száma | Hely.           | Több. hely. száma | Hely.         | Több. hely. száma | Hely.   | 1                              | 2                              | 3                              | 4                              | 5                              | 6                              | 7                              | 8                              | 9                              | Több. hely. száma | Több. hely. össz. | Hely. össz. | Pont       | Helyezés   |
| ------------- | ------------ | ----------------- | --------------- | ----------------- | ------------- | ----------------- | ------- | ------------------------------ | ------------------------------ | ------------------------------ | ------------------------------ | ------------------------------ | ------------------------------ | ------------------------------ | ------------------------------ | ------------------------------ | ----------------- | ----------------- | ----------- | ---------- | ---------- |
| Billy Schober | Férfi egyéni | 9×20+             | 20.             | nem indult        | nem indult    | kiesett           | kiesett | kiesett                        | kiesett                        | kiesett                        | kiesett                        | kiesett                        | kiesett                        | kiesett                        | kiesett                        | kiesett                        | kiesett           | kiesett           | kiesett     | kiesett    | kiesett    |
| Sharon Burley | Női egyéni   | 9×21+             | 21.             | 5×19+             | 19.           | 9×20+             | 20.     | 20,0                           | 20,0                           | 20,0                           | 20,0                           | 20,0                           | 20,0                           | 20,0                           | 20,0                           | 20,0                           | 9×20+             | 180,0             | 180,0       | 149,26     | 20.        |